# جماعة دونر

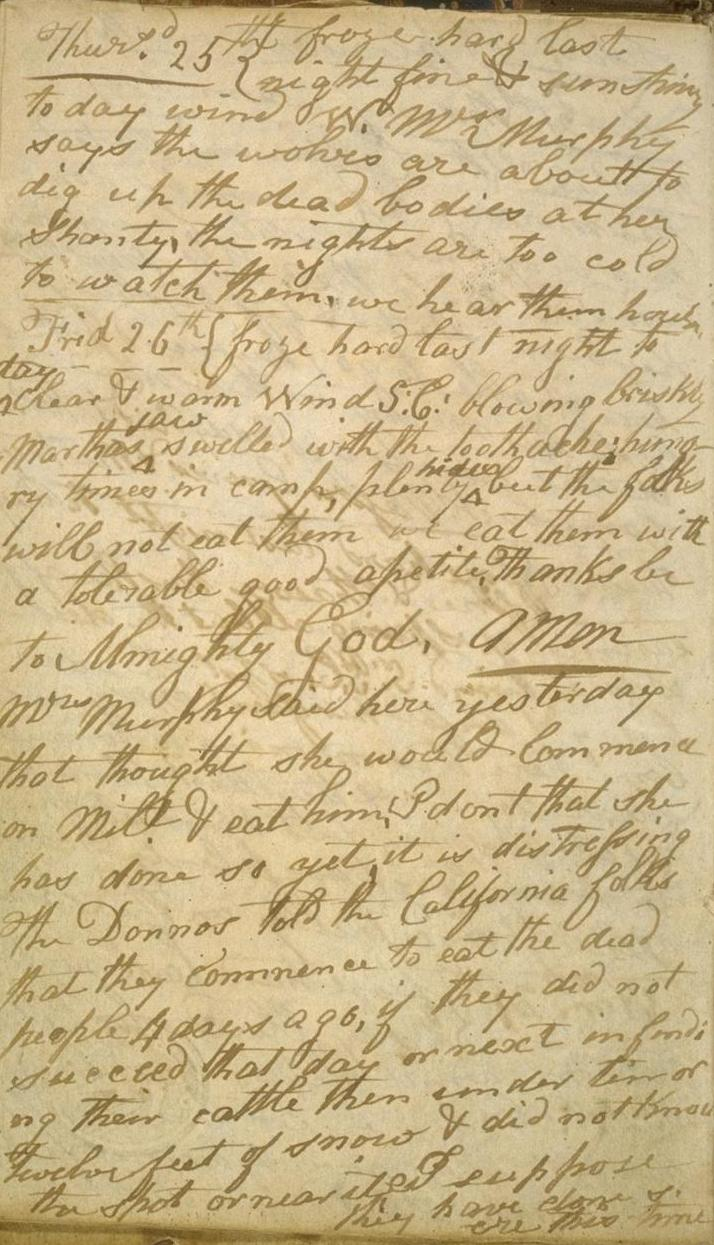
صفحة 28 من يوميات باتريك برين، أحد أفراد الجماعة، وفيها يسجل ملاحظاته في أواخر فبراير 1847، وجاء فيها: "قالت السيدة ميرفي هنا بالأمس إنها ظنت أنها سوف تبدأ بميلتون وتأكله. لا أظن أنها فعلت ذلك حتى الآن. هذا مفجع."

جماعة دونر (بالإنجليزية: Donner Party)‏، ويطلق عليها أحيانًا جماعة دونر-ريد (بالإنجليزية: Donner-Reed Party)‏ هي مجموعة من الرواد الأمريكيين بقيادة جورج دونر وجيمس ف. ريد تحركت في اتجاه كاليفورنيا في قافلة من العربات التي تجرها الخيل. وبعد سلسلة من الأحداث المؤسفة والأخطاء التي أخرت سيرهم، قضوا شتاء سنة 1846/1847 محاصرين بالثلوج في جبال سييرا نيفادا. وقد لجأ بعض هؤلاء المهاجرين إلى أكل لحوم البشر للبقاء على قيد الحياة.
كانت الرحلة غربًا تستغرق في المعتاد ما بين أربعة أشهر وستة أشهر، غير أن جماعة دونر تعطلت لاتباعها طريقًا جديدًا يدعى اختصار هاستنغز (بالإنجليزية: Hastings Cutoff)‏، كان يمر عبر سلسلة جبال واساتش في يوتا وصحراء سولت لايك. وقد أدت وعورة الطريق والصعوبات التي جابهتها الجماعة أثناء ارتحالها بحذاء نهر همبولت في نيفادا الحالية إلى خسارة معظم الماشية والعربات، وإلى تشتت شمل المجموعة.
وصل المهاجرون مع بداية نوفمبر 1846 إلى سييرا نيفادا، حيث حاصرهم ـ في وقت سابق لأوانه ـ سقوط الثلوج بغزارة قرب بحيرة تراكي (بحيرة دونر الحالية) الواقعة بين المرتفعات. عانى المهاجرون من نقص حاد في الغذاء، وفي منتصف ديسمبر بدأ بعضهم التحرك على الأقدام بحثًا عن العون. وقد حاول منقذون من كاليفورنيا الوصول إلى المهاجرين، غير أن أول فرقة إغاثة لم تصل إلا بحلول منتصف فبراير 1847، بعد أن علقت القافلة بحوالي أربعة أشهر. ولم يبق على قيد الحياة ويصل إلى كاليفورنيا من أفراد الجماعة ـ وعددهم 87 مهاجرًا ـ إلا 48 فردًا، اضطر معظمهم إلى أكل لحوم رفاقهم للبقاء على قيد الحياة.
عد المؤرخون هذه الواقعة واحدة من أغرب وأقسى المآسي في تاريخ كاليفورنيا وفي تاريخ الهجرة إلى الغرب الأمريكي.